# Молодіжний (Павловський район)
Молоді́жний (рос. Молодёжный) — селище у складі Павловського району Алтайського краю, Росія. Входить до складу Коливанської сільської ради.

## Населення
Населення — 238 осіб (2010; 257 у 2002).
Національний склад (станом на 2002 рік):
- росіяни — 76 %